# Jacques de Rohan-Chabot
Jacques Fernand, comte de Rohan-Chabot (Paris, 5 mars 1889 - Paris, 9 décembre 1958) est un explorateur français.

## Biographie
Fils d'Auguste Fernand de Rohan-Chabot, comte de Jarnac, et petit-fils de Jacques Olry, il commande en 1911, à 22 ans, une mission scientifique en Angola et en Rhodésie sous l'égide de la Société de géographie de Paris avec pour but d'étudier les basins du haut Zambèze, du Koubango, du Kwilu (Rohan-Chabot l'appelle Kouito) et du Kouando. Il s'entoure alors de plusieurs membres de la mission Bourgeois qui viennent de revenir d'Équateur, comme Georges Perrier et Paul Rivet.
Parti de l'arrière pays de Mossamedes en mai-juin 1912, il explore la vallée du Kounéné jusqu'en décembre puis, en 1913, divise en deux la mission, chaque groupe devant retrouver l'autre lors du passage des principales rivières : Kwilu (juin), Kouando (juillet) et Zambèze (décembre). Sept mille kilomètres sont ainsi parcourus et de nombreuses observations géodésiques, de magnétisme terrestre, géographiques, météorologiques, ethnologiques... sont relevées. Seules la botanique et la zoologie, déjà bien connues, ne sont pas travaillées.
De retour en France (1914), Rohan-Chabot ramène d'importantes collections et de nombreuses photographies des peuples rencontrés. La mission Rohan-Chabot fut une des plus grandes avancées scientifiques du début du XXe siècle.
Rohan-Chabot se distingue ensuite lors de la Première Guerre mondiale, ce qui lui vaut la croix de guerre avec plusieurs citations et la Légion d'Honneur (13 juillet 1918).
Directeur général de la Croix-Rouge, il est arrêté en avril 1944 par les Allemands pour faits d'espionnage et de résistance et est alors sauvé par Pierre Laval.
Marié à la nièce de Thierry d'Alsace de Hénin-Liétard, il est le beau-père de Thierry de Clermont-Tonnerre.

## Travaux
- Explorations dans l'Angola et la Rhodésia (1912-1914), La Géographie, 1914, p. 233-239
- Note sur les observations astronomiques, magnétiques et météorologiques effectuées dans l'Angola et la Rhodésia par la mission Rohan-Chabot (par le capitaine Grimaud), La Géographie, 1914, p. 240-247
- Mission Rohan-Chabot... Note sommaire sur les résultats par le lieutenant-colonel Perrier et le Dr Rivet, La Géographie, 1918-1919, p. 485-490
- Mission Rohan-Chabot, Ministère de l'instruction publique, Société de géographie (France), 1923